# Fuglebjerg
Fuglebjerg är en tätort i Næstveds kommun i Region Själland i Danmark. Tätorten har 2 269 invånare (2024). Den ligger på Själland, cirka 16 kilometer nordväst om Næstved. Fuglebjerg var centralort i Fuglebjergs kommun fram till kommunreformen 2007.